# Кампацо (Парма)
Кампацо је насеље у Италији у округу Парма, региону Емилија-Ромања.
Према процени из 2011. у насељу је живело 49 становника. Насеље се налази на надморској висини од 53 м.